# ابتسامة كبيرة مثل القمر
ابتسامة كبيرة مثل القمر هو فيلم تليفزيوني من إنتاج شركة هولمارك(Hallmark Hall of Fame). كان العرض الأول لهذا الفيلم في هيئة الإذاعة الأمريكية في 29 يناير 2012.
حيث اعتمد دور جون كوربيت (John Corbett) أحد نجوم هذا الفيلم على مذكرات عام 2002 الخاصة بالمُعلم مايك كيرسجيس (Mike Kersjes) الذي يؤدي دوره وجو ليدن (Joe Layden). Layden ؛ حيث تناول الفيلم التحديات التي واجهها كيرسجيس أثناء عمله لإظهار أفضل ما لديه من أسلوب التربية الخاصة لطلابه من خلال أخذهم إلى مخيم الفضاء، الذي كان، حتى ذلك الوقت يُنظر إليه على أنه هو البرنامج الأفضل المناسب لطلاب العلوم والرياضيات المتقدمة، والبعيد كل البعد عن متناول طلاب التربية الخاصة. في حين لعب العديد من الممثلين في هذا الفيلم دور طلاب لديهم متلازمة داون و/أو التوحد و/أو صعوبات التعلم.

## القصة
بن (Ben)، هو طالب مصاب بمتلازمة داون في فصل التربية الخاصة الثانوي بميشيغان، يقوم مايك بالتدريس له ويحلم بأن يُصبح رائد فضاء. وكان كيرسجيس، الذي كان أيضًا مدربًا لـ كرة القدم يسعى لأخذ طلابه لمخيم الفضاء. ولكن وقفت أمامه العقبات حيث اعترض مديرو المدرسة على النفقات ولم يكن لدى مسؤولي مخيم الفضاء خبرة كافية للتعامل مع طلاب من ذوي الاحتياجات الخاصة. مما جعل المُعلم روبن ماكيني (Robynn McKinney) يدعم جهود كيرسجيس.
وفي نهاية المطاف وافق الأطراف المعنيون على الرحلة، وواجه كيرسجيس مجموعة أخرى من التحديات مثل: جمع التبرعات وإعداد الطلاب لرحلتهم وتربيتهم العلمية والبدنية ومكافحة إخافة الأطفال والاستخفاف بهم من الطلاب الآخرين. وأشرك كيرسجيس فريق كرة القدم في هذه المحاولات.

## التصوير السينمائي
بدأ تصوير هذا الفيلم أولًا في ويلمينجتون (Wilmington)، بولاية كارولينا الشمالية (North Carolina) وفي مخيم الفضاء للولايات المتحدة في هنتسفيل (Huntsville)، ألاباما (Alabama). واستخدم في أحد المشاهد Sky Theater داخل انجرام بلانتاريوم Ingram Planetarium في شاطئ الغروب، بكارولينا الشمالية، والتي تكيفت لتبدو وكأنها البلانتاريوم التي قد كانت في عام 1988. وجرت وقائع التصوير في 28 سبتمبر 2011.

## طاقم الممثلين
- جون كوربيت (John Corbett) الذي لعب دور مايك كيرسجيس: مدرس التربية الخاصة في المرحلة الثانوية الذي أخذ فصله إلى مخيم الفضاء.[4]
- جيسي شرام (Jessy Schram) التي لعبت دور روبن ماكيني.[4]
- سينثيا واتروس (Cynthia Watros) التي لعبت دور دكتور ديبورا بارنهارت (Deborah Barnhart).[4]
- لوجان هوفمان (Logan Huffman) الذي لعب دور سكوت غودي: الطفل الذي يعاني من عسر القراءة وغضب من إدارة مشاكله. وكره أن يكون من ذوي الاحتياجات الخاصة.[4]
- بريزي إسلين (Breezy Eslin) التي لعبت دور ستيفاني: الفتاة التي تعاني من اضطراب نقص الانتباه والاضطراب ثنائي القطب.[4]
- أبيجال كوريجان (Abigale Coorigan) التي لعبت دور ليزا: الفتاة التي تعاني من قصور الانتباه وفرط الحركة والوسواس القهري. وهي أيضًا فتاة ثرثارة.
- بيتر تين برينك(Peter ten Brink) الذي لعب دور بن: هو غلام مصاب بمتلازمة داون. هو أكثر الأشخاص المحبوبة بصورة كبيرة لمايك كيرسجيس.[4]
- ديفيد لامبرت (David Lambert) الذي لعب دور ستيف: وهو الغلام الذي يعاني من قصور الانتباه وفرط الحركة ومتلازمة توريت.[4]
- جيمي بيلينجر (Jimmy Bellinger) الذي لعب دور مات: وهو الغلام المصاب بـ التوحد.[4]
- كيزن لودر (Kesun Loder) الذي لعب دور لويس: وهو الغلام الذي يعاني من عسر القراءة الذي يعيش مع أسرته بالتبني وهو في عمر الثالثة عشر. وكان لديه القدرة على جعل سكوت تحت طوعه.
- تيرن نايلز ويشي (Tyrin Niles Wyche) الذي لعب دور جمال: وهو الغلام المصاب بـ التخلف العقلي
- تانر داو (Tanner Dow) الذي لعب دور آدم : وهو الغلام المصاب بـ التوحد والوسواس القهري. وهو من طبقة الكبار النبيلة.[4]
- إي روجر ميتشل (E. Roger Mitchell) الذي لعب دور توم كيلر. وهو مدير المدرسة.[4]
- كيث فليبن (Keith Flippen) الذي لعب دور دينيس.[4]
- مويرا كيلي (Moira Kelly) التي لعبت دور دارسي كيرسجيس (Darcy Kersjes): زوجة مايك كيرسجيس.[4]
- مايك بنويسكي (Mike Pniewski) الذي لعب دور بيغ دان: صاحب مطعم للوجبات السريعة يسمى برغر شيد لبيغ دان.[4]
- لويز لينتون (Louise Linton) الذي لعب دور جولي: المستشار القانوني لفريق عمل "برغر شيد لبيغ دان". ".[4]
- فريد غريفيث (Fred Griffith) الذي لعب دور القاضي.[6]

## وصلات خارجية
- ابتسامة كبيرة مثل القمر على موقع IMDb (الإنجليزية)
- ابتسامة كبيرة مثل القمر على موقع ميتاكريتيك (الإنجليزية)
- ابتسامة كبيرة مثل القمر على موقع فيلمافينيتي (الإسبانية)
- ابتسامة كبيرة مثل القمر على موقع قاعدة بيانات الفيلم (الإنجليزية)
- ابتسامة كبيرة مثل القمر على موقع ليتربوكسد (الإنجليزية)
- ابتسامة كبيرة مثل القمر على موقع كينوبويسك (الروسية)